# 月亮島

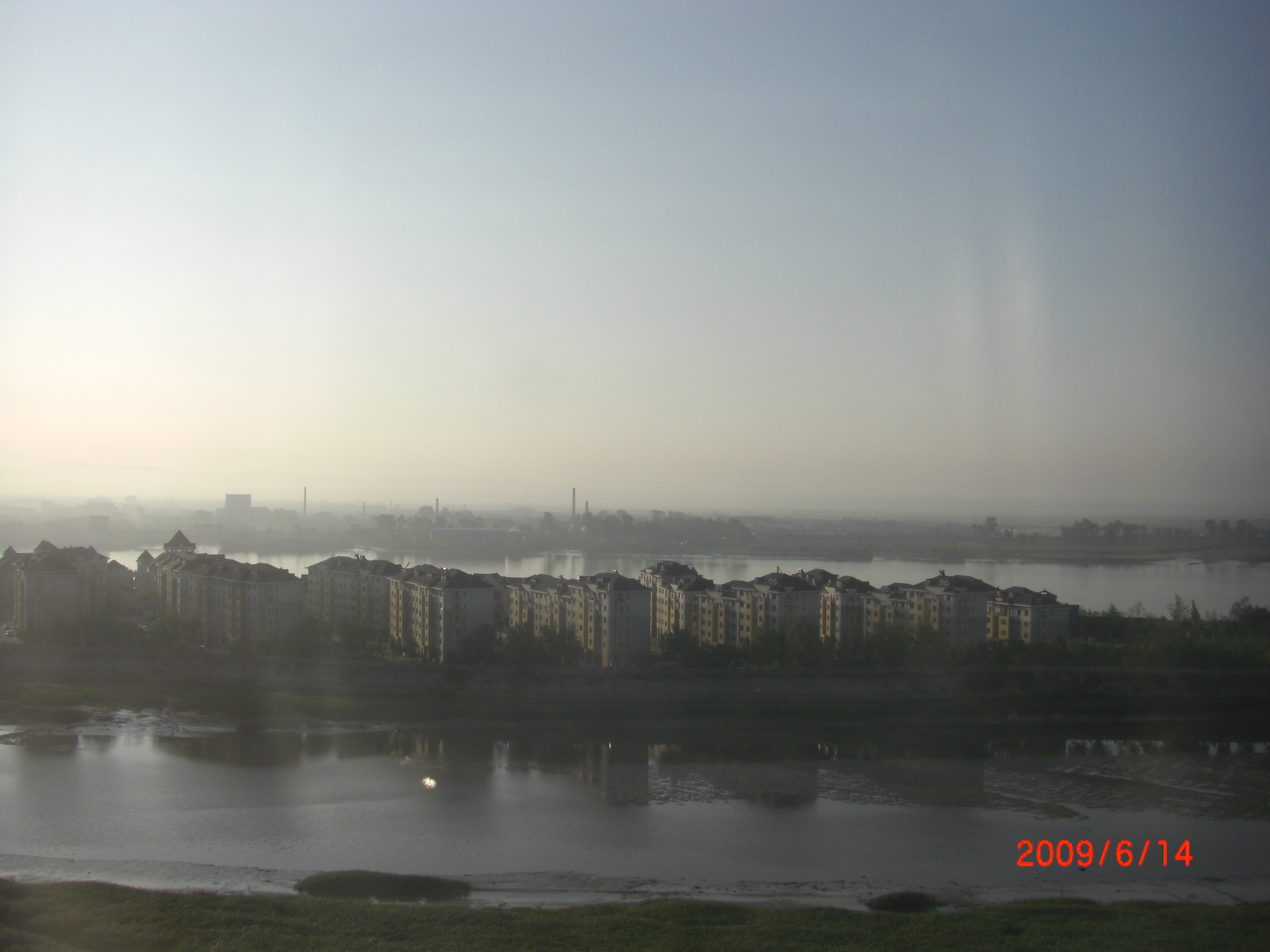
丹東皇冠假日酒店（クラウンプラザホテル）より望む早朝の月亮島。その先に見えるのが北朝鮮新義州市。

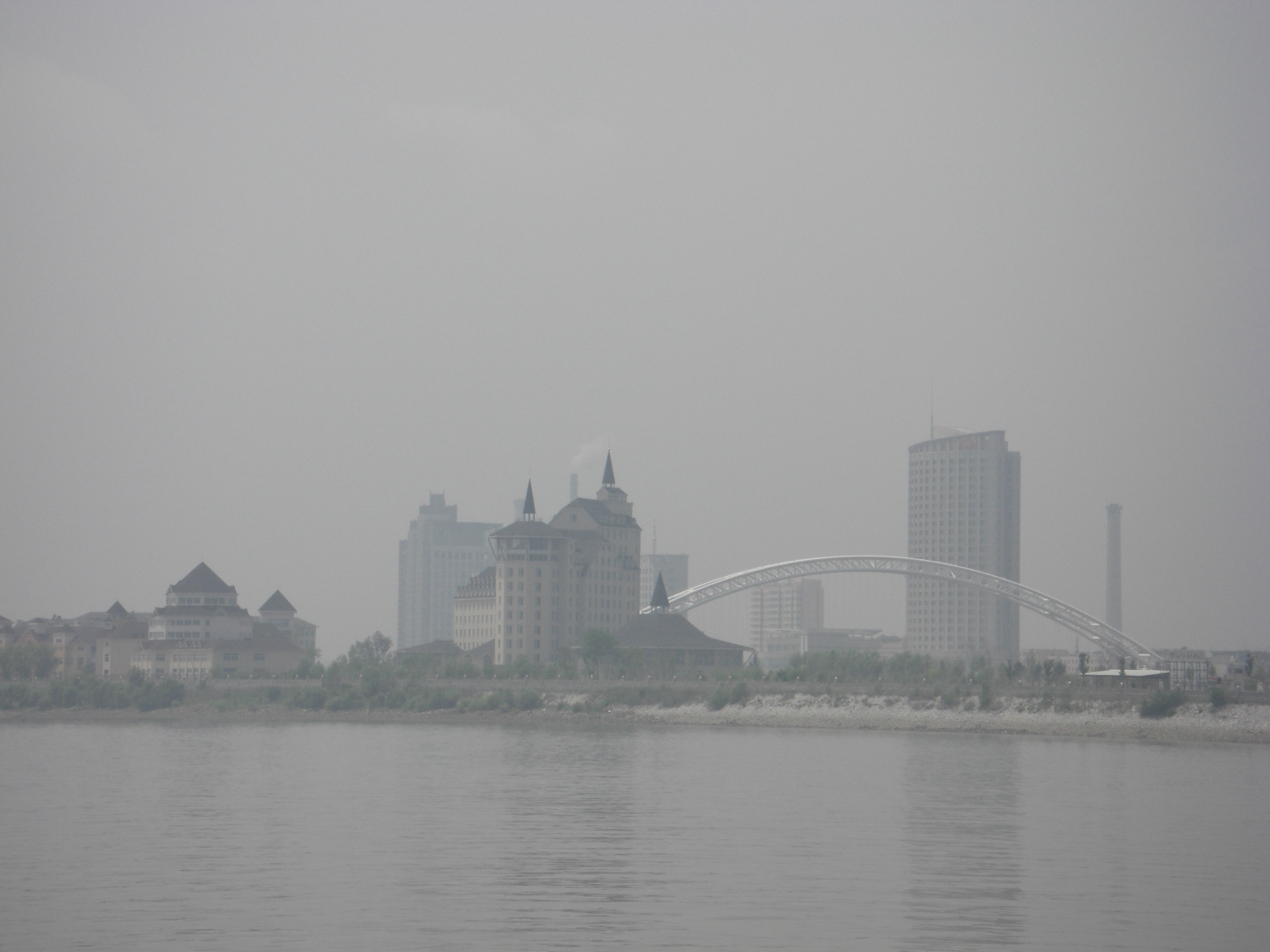
鴨緑江クルーズ船より月亮島（橋の左側）を望む。

月亮島（げつりょうとう）は、遼寧省丹東市振興区の中朝国境をなす鴨緑江に浮かぶ中州の小島。月亮とは中国で月の意。面積13.4万㎡、南北約1,300m、幅は200mで、丹東市と橋でつながっている。この付近の中州はほとんどが北朝鮮領であるがこの島は中国領である。
月亮島およびその周辺は国際リゾート地として開発され、島にはホテルやマンションが建てられている。
長らく廃墟の島化していたが2010年半ばから開発が再開され外国人が宿泊できる4つ星ホテルやゲストハウス、バーなどもオープンしている。